# 厄德卡爾峰

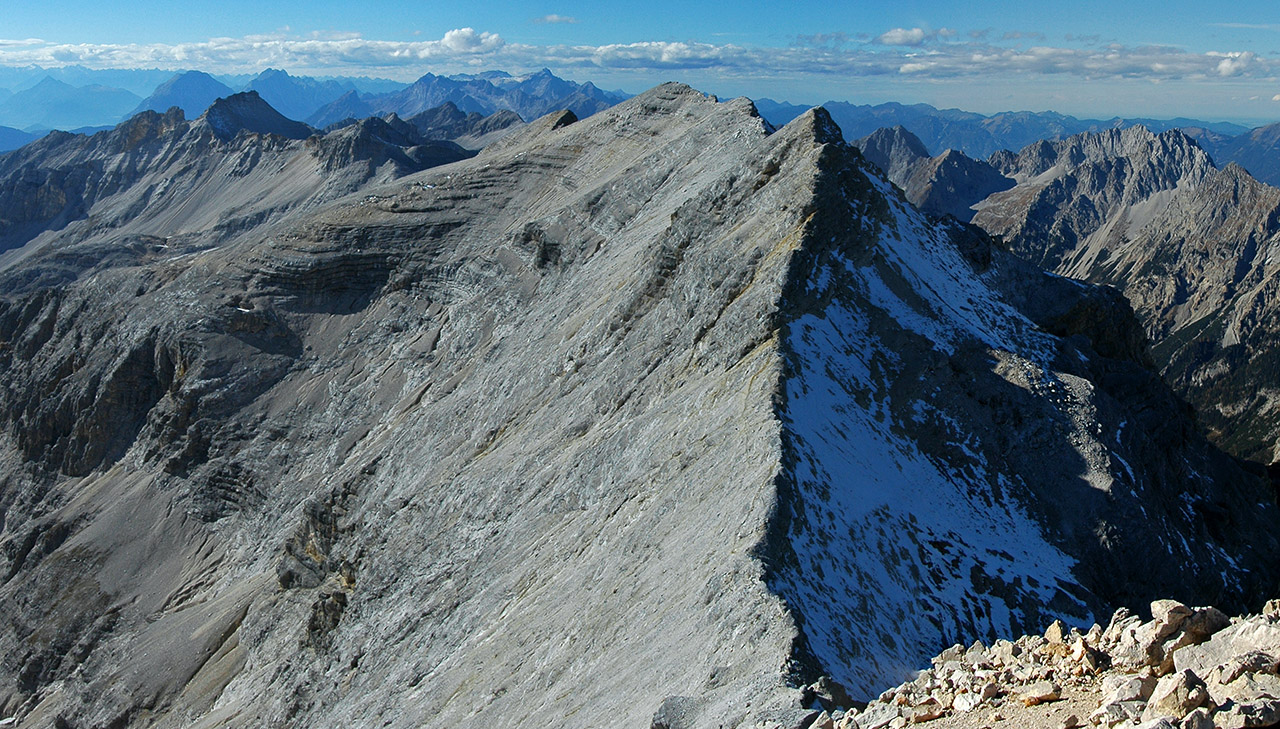

47°24′45″N 11°25′27″E / 47.4125°N 11.42417°E
厄德卡爾峰（德語：Ödkarspitzen），是奧地利的山峰，位於該國西部，由蒂羅爾州負責管轄，屬於卡爾文德爾山脈的一部分，海拔高度2,745米，每年平均降雨量1,666毫米，人類在1853年首次登頂。